# Pallacanestro alla XXIX Universiade - Torneo maschile
Il Torneo di pallacanestro maschile della XXIX Universiade si è svolto a Taipei, Taiwan, nel 2017. Al torneo hanno partecipato 24 squadre.

## Classifica
| -       | Paese               | Formazione |
| ------- | ------------------- | --- |
| Oro     | Lituania            | Lituania universitariaBičkauskis, Tamulis, Šaulys, Žemaitis, Miniotas, Danisevičius, Geben, Sajus, Tarolis, Vaitkus, Kačinas, Dimša, All. -                                |
| Argento | Stati Uniti         | Stati Uniti1 Wheeler, 3 C. Edwards, 5 Ewing, 11 Thompson, 12 V. Edwards, 14 Cline, 20 Eastern, 23 Taylor, 24 Eifert, 31 Mathias, 44 Haas, 55 Stefanovic, All. Matt Painter |
| Bronzo  | Lettonia            | Lettonia universitariaBirkans, Jaunzems, Ozolinkevičs, Bērziņš, Krūmiņš, Lasmanis, Pļavnieks, Rēķis, Sīpoliņš, Minajevs, Eiduks, Lasenbergs, All. -                        |
| 4       | Serbia              | |
| 5       | Germania            | Germania universitaria3 Agva, 6 Richter, 9 Grof, 10 Ugrai, 11 Meisner, 12 Ilzhöfer, 13 Obst, 15 Amaize, 18 Gloger, 19 Theis, 20 Lockhart, 24 Bleck, All. Boris Kaminski    |
| 6       | Israele             | Israele universitariaAltit, Gershon, Artzi, Koulechov, Gutt, Szuchman, Sharon, Lev, Koperberg, Ginat, Danino, Ziv, All. Ariel Beit                                         |
| 7       | Finlandia           | Finlandia universitariaHirvonen, Van Andringa, Seppaelae, Lehtoranta, Hopkins, Jaervi, Odabasi, Aidoo, Palmi, Ventoniemi, Huolila, Madsen, All. Pieti Poikola              |
| 8       | Argentina           | |
| 9       | Australia           | |
| 10      | Canada              | |
| 11      | Messico             | |
| 12      | Rep. Ceca           | |
| 13      | Taipei cinese       | |
| 14      | Norvegia            | Norvegia universitariaFjaerestad, Nymo, Ndow, Lange, Lamo, Berg, Espe, Davidsen, Kolstad, Dakin, Dolven, Lepovic, All. Mathias Eckhoff                                     |
| 15      | Ucraina             | |
| 16      | Estonia             | Estonia universitariaKaebin, Post, Metsalu, Kirves, Viilup, Lips, Peil, Koort, Meister, Jurtom, Soodla, Pehka, All. Indrek Visnapuu                                        |
| 17      | Russia              | |
| 18      | Ungheria            | |
| 19      | Romania             | |
| 20      | Giappone            | |
| 21      | Corea del Sud       | |
| 22      | Hong Kong           | |
| 23      | Mozambico           | |
| 24      | Emirati Arabi Uniti | |